# 紅寶石巧克力
紅寶石巧克力（英語：Ruby chocolate），是一種於2017年由全球最大可可豆製造及磨粉商百樂嘉利寶推出的巧克力新品種，帶有粉紅色調。2004年開始研發，並在2017年9月5日於中國上海市的一個私人活動上亮相。

## 起源
2010年代往後，世界上主要的可可豆生產地面臨供應短缺問題，影響的因素計有降水量不穩定、疾病如伊波拉病毒帶來種植危機和買家迫使種植者以低價售出可可豆。此外，可可豆樹生產周期通常介乎25至30年，樹體老化使產量減少，農夫因此放棄原有的植被，改變栽種選項。紅寶石巧克力以產自巴西、厄瓜多爾及象牙海岸的紅寶石可可豆製成。有說法指為應付中國及印度對可可豆的強大需求，新品種可可由此誕生。
百樂嘉利寶自2004年起研發新品種可可，當時發現一種來自天然、能夠造出獨特味道與顏色巧克力的可可豆。到了2012年，官方與德國雅各布大學微生物學系教授馬提亞‧烏爾里希（Matthias Ullrich）的團隊合作，於2014年展開為期6年研究，集中分析巧克力的代謝產物。另一焦點放在它跟味覺及健康之間的關連。計劃實行期間，參與測試與驗證過程的科研機構遍及中、英、美、日4個地區。最後研製了10多年時間，紅寶石巧克力在2017年9月5日於中國上海市的一個私人活動上首度亮相。

## 概述

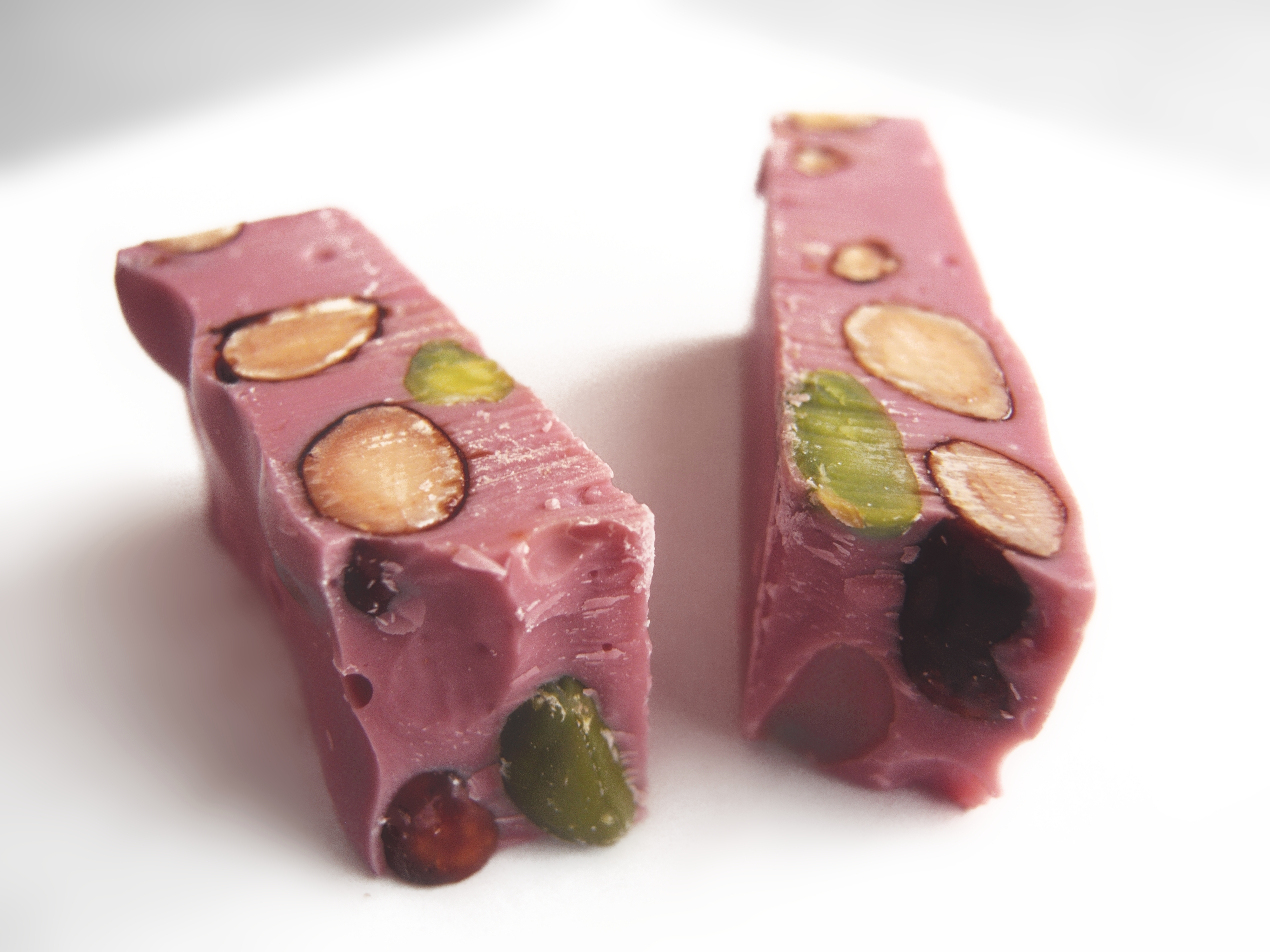
一件重35克、用紅寶石巧克力混合開心果和焦糖化杏仁製成的甜品

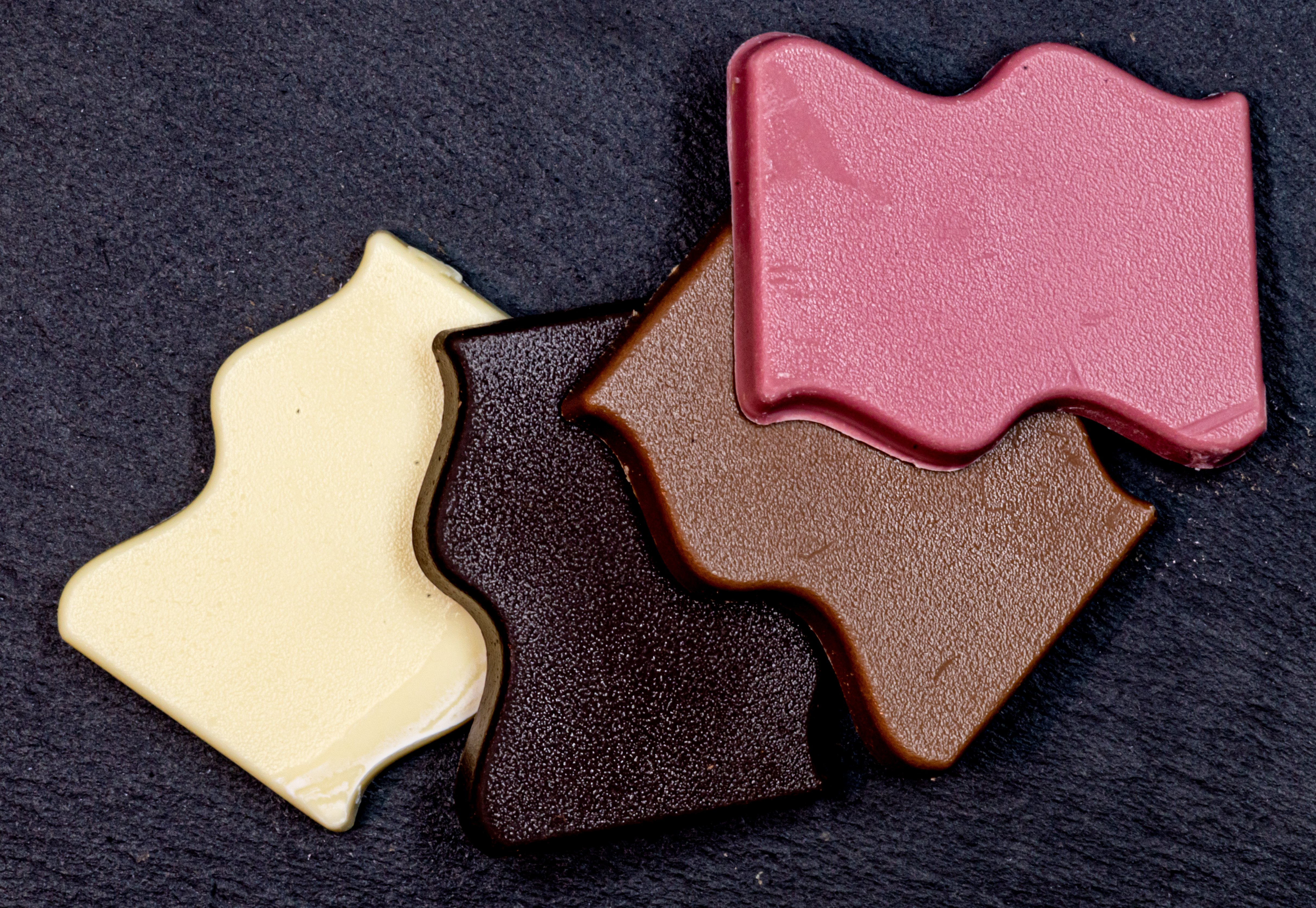
紅寶石巧克力與其他品種巧克力圖形設計

紅寶石巧克力因具有合適的特性，該種可可豆在現有可可豆植物之中被確認能夠用作製造紅寶石巧克力。新種巧克力入口甘甜，可可豆的味道輕淡，與傳統巧克力不同。再者據百樂嘉利寶描述，沒有添加食用色素或果香增味劑，也沒有基因改造。食用該種巧克力時會嘗到天然樹莓味。
基於商業機密，紅寶石巧克力的生產方法仍然成謎。然而坊間猜測廠方以自然偏粉紅色和未經發酵的可可豆來製造它。百樂嘉利寶在2009年1月為這一新品種申請專利權。申請的描述指紅寶石巧克力是未經發酵或只發酵了不多於3天的可可豆生成物。而它的顏色經過酸性物質處理和被石油醚脫脂後會呈現紅色或紫色。一般可可豆可分為 Criollo、Trinitario 以及 Forastero，百樂嘉利寶從未對外公佈紅寶石巧克力生產自哪一個品種。

## 市場銷售
自社交媒體與商業市場在2010年代多了推廣粉紅色文化，公眾對紅寶石巧克力的興趣隨之被喚起，亦產生了「千禧粉」（Millennial Pink）一代名詞。百樂嘉利寶是推出紅寶石巧克力的先驅。直至2018年1月19日前，紅寶石巧克力尚未於市面被大量售賣；同年雀巢把它引進成為奇巧巧克力的新口味巧克力條，且在日本、南韓以及網上公開發售。其中，東京限量發賣的「Chocolatory Sublime Ruby」，數量只有5000份。每一根巧克力條當時的零售價定為400日元，折合共3.60美元。2018年4月，奇巧巧克力宣佈消費者可於英國購買紅寶石巧克力，及後在2019年母親節前夕再於Twitter宣佈發售地區拓展至加拿大。
目前，百樂嘉利寶已把紅寶石巧克力銷售到歐洲、澳洲、紐西蘭等超過40個國家。另一方面自2018年3月起一直等待美國食品藥品監督管理局批准，以第四種巧克力的名義在美國境內銷售紅寶石巧克力產品。廠方推出產品前曾委託研究機構 Haystack 跟 Ipsos 在美國、中國、英國和日本進行意見調查；又測試消費者對紅寶石巧克力的購買意慾兼研究定價方式。結果顯示消費者給予的反應非常理想，當中來自中國的消費者反應最熱烈。往後廠方曾再進行意見調查，以2019年至2020年1月的日本市場而言，有逾4成人口注意該款巧克力。
除了雀巢，即奇巧巧克力的生產商之外，繼之而來的是一眾巧克力品牌爭相分一杯羹。英國 Fortnum & Mason 在2018年4月於英國及德國發售紅寶石巧克力。其餘銷售紅寶石巧克力相關食品的牌子還包括瑞士 Bachmann（2018年5月）、印度 Fabelle（2018年11月）、美國 Chocolove（2018年尾）、愛爾蘭 Insomnia Coffee Company（2019年3月）、英國咖世家（2020年1月）、哈根達斯（限量版口味冰淇淋，2020年1月）、比利時夢龍（雪糕棒，2020年1月）、美國 Harry & David（松露及巧克力棒，2020年）、星巴克（星冰樂，2020年）以及馬來西亞 Francestle Chocolatier。
- 奇巧巧克力於2018年推出的紅寶石巧克力條
- 百樂嘉利寶推出的黑巧克力
- 牛奶巧克力
- 白巧克力

## 成份

### 營養成份
以百樂嘉利寶出產的「Chocolate Callets Recipe RB1」為例，1包淨重2.5公斤的紅寶石巧克力後換算為100克分量後，包含2,356千焦耳 / 563千卡卡路里、22克飽和脂肪（36克脂肪）、5毫克膽固醇、0.27克鈉質、50克碳水化合物（49克糖分）以及9.3克蛋白質。而鈣質及鐵質以淨重2.5公斤來計算則各佔每日攝入量的10個和4個百分比。

### 一般成份
百樂嘉利寶出產的「Chocolate Callets Recipe RB1」中含有至少47.3個百分比的紅寶石可可粉，總脂肪達36個百分比，奶類固體佔26.3個百分比。其餘成份有可可油、脫脂牛奶、全脂牛奶、乳糖、乳化劑、大豆卵磷脂、檸檬酸和天然香草精。美國食品藥品監督管理局於2019年檢驗紅寶石巧克力的成分後，指廠方製作紅寶石巧克力時或者加入食用抗氧化劑、香料、天然/人造增味劑及調味料。同年，來自法國國家農藝學院（National Institute of Agronomy）食品科學與環境學系及克羅地亞薩格勒布大學食物科技與生物科技系的科學家發表了一份科學研究，得出紅寶石巧克力所含的類黃酮及非黃酮類化合物較半甜巧克力與黑巧克力低。酚類物方面，紅寶石巧克力的酚類化合物含量介乎白巧克力與牛奶巧克力之間，原花色素較牛奶巧克力多，但比半甜巧克力與黑巧克力的含量少。

## 甜品款式
甜品師用紅寶石巧克力作材料製成的甜品款式多樣，例如慕斯、蛋糕、意大利水果批（crostata）、曲奇、法式燉蛋等等。關於甜品款式，百樂嘉利寶夥同英國的「巧克力學院」（Chocolate Academy）合作編寫了一本名為《紅寶石巧克力百科》（Ruby Encyclopedia）的書籍，記載了可行的食譜。

## 外部連結
- Trial & Error: Kit Kat's new ruby chocolate versus Kiwi creations，紐西蘭先驅報，2019年5月10日 （页面存档备份，存于）
- Barry Callebaut presents its new Ruby chocolate in Shanghai，2017年9月18日 （页面存档备份，存于）
- Barry Callebaut reveals the fourth type in chocolate: Ruby，百樂嘉利寶，2017年9月5日 （页面存档备份，存于）